# اوباتا توراموری
اوباتا توراموری (به ژاپنی: 小畠虎盛 Obata Toramori)؛ (۱۴۹۱ – ۱۵۶۱)؛ یک سامورایی در دوره سنگوکو و یکی از ۲۴ ژنرال تاکدا شینگن بود.